# Ses plus grands succès
Ses plus grands succès (Sus más grandes éxitos) es un álbum recopilatorio con las mejores canciones de Desireless, editado en 2003. Incluye dos pistas con canciones que nunca antes se editaron en CD, "Qui peut savoir (remix)" y "Voyage, voyage (PWL Britmix)". También incluye dos canciones inéditas, "Van Gogh" y "Dans le jardin d'Eden".

## Lista de canciones
Número de catálogo: SMM 5104322
1. "Voyage, voyage" - 4.23
2. "John" - 4.13
3. "Van Gogh" - 4.25
4. "Il dort" - 4.23
5. "Qui sommes-nous?" - 4.29
6. "Bossa fragile" - 3.24
7. "Tombee d'une montagne" - 5.07
8. "L'amour, l'amour" - 4.19
9. "Hari om ramakrishna" - 5.10
10. "Je crois en toi"- 4.18
11. "Elle est comme les etoiles"- 4.13
12. "I Love You" - 4.06
13. "Dans le jardin d'Eden" - 3.38
14. "Qui peut savoir" (Remix) - 6.35
15. "Le retour"- 3.22
16. "Les escaliers du bal" - 3.54
17. "Voyage, voyage" (PWL Britmix) - 7.03

- Datos: Q659374